# Amphidraus argentinensis
Amphidraus argentinensis is een spinnensoort in de taxonomische indeling van de springspinnen (Salticidae).
Het dier behoort tot het geslacht Amphidraus. De wetenschappelijke naam van de soort werd voor het eerst geldig gepubliceerd in 1997 door María Elena Galiano.